# Позов, Авраам Самуилович
Авраам Самуилович Позов (Позидис) (1890, Карс, Российская империя — 1984, Штутгарт, Федеративная Республика Германии) — представитель русского зарубежья, антрополог, религиозный философ

 и богослов.

## Биография
Отец Авраама, Самуил Позидис, был государственным чиновником в городе Карс. Его семья происходила из понтийских греков. Мальчика отдали в Тифлисскую классическую гимназию. В ней он овладел древними языками, латинским и древнегреческим (новогреческий язык Авраам знал с детства), современными немецким и французским, а также познакомился с богословием и русской классической литературой, любовь к которым пронёс через всю жизнь. Здесь же Авраам Самуилович привык писать свою фамилию на русский лад — Позов; так он впоследствии подписывал все свои труды. После гимназии Позов, увлёкшийся к тому времени психологией и медициной, выбирает профессию врача и поступает на медицинский факультет Киевского императорского университета.
Окончание университета совпадает с началом Первой мировой войны. Позов отправляется на фронт, где служит в качестве военного врача. Война забрасывает его на Кавказ, где он встречает революцию, а также знакомится со своей будущей женой Татьяной Рыбкиной — тоже врачом, вдовой мелкопоместного грузинского дворянина. К тому времени у неё уже есть ребёнок, трёхлетняя дочь Нина.
До 1924 года молодая семья живёт на Кавказе, а затем перебирается в Петроград. Здесь супруги достигают успеха в качестве врачей частной практики, однако вынуждены постоянно опасаться репрессий. В конце концов это вынуждает их покинуть советскую Россию. По настоянию жены Авраам Самуилович получает в консульстве Греции подтверждение своего греческого происхождения, и Позовы уезжают в Афины.
В Греции Позов начинает литературную деятельность. Он много работает в библиотеке, собирает богословский и философский материал, но пишет в основном на общественно-политические темы, пытаясь найти единомышленников в эмигрантской среде. Это плохо удаётся, так как Афины находятся на периферии, а интеллектуальная жизнь русского зарубежья концентрируется в основном вокруг Парижа и Берлина. Вскоре Позов теряет интерес к общественно-политической деятельности и обращает внимание на сугубо духовные проблемы — начинает углублённо изучать психологию, интересуется мистикой, оккультизмом, йогой.
Между тем, врачебная карьера Авраама Самуиловича не ладится. В 1943 году семья Позовых переезжает в Германию, где легче найти место доктора. Здесь они относительно благополучно живут до 1959 года, пока политическая обстановка в послевоенной стране не вынуждает их бежать в ФРГ. С большим трудом Нина Позова перебирается в Штутгарт. Через год туда же приезжают Авраам Самуилович с Татьяной.
В Штутгарте Позов получает, наконец, возможность работать над задуманными трудами. Сократив до минимума медицинскую практику (лишь подменяя врачей, уходящих в отпуска), он пишет свою первую книгу «Логос — медитация древней Церкви». Средств автора хватает на то, чтобы найти издателя в Испании.
Духовная жизнь Позова в это время приобретает особую интенсивность. Есть свидетельства о том, что он в это время усердно посещал церковь, а также практиковал Иисусову молитву, достигая высокой степени концентрации. В 60-х годах Позов предпринимает поездку на Афон, где беседует со схимниками. Результаты своих исследований и духовных поисков Авраам Самуилович по прежнему излагает в книгах — один за другим выходят два тома «Основ древнецерковной антропологии», три тома «Основ христианской философии», затем «Метафизика Пушкина», «Метафизика Лермонтова», «Богочеловек», «Путь к Истине и Жизни», «Аскетика и мистика», третий том «Основ древнецерковной антропологии», «Лирический мистицизм Блока» и т. д.
Последняя книга «После Лермонтова. Баратынский, Тютчев, Некрасов, Никитин, Достоевский» выходит в Штутгарте в 1982 году, за два года до смерти автора. Умирает Позов неожиданно, после полученной травмы (перелома тазобедренного сустава) 23 сентября 1984 года. Могила его находится в Штутгарте.